# Imperatriz
Imperatriz è un comune del Brasile nello Stato del Maranhão, parte della mesoregione dell'Oeste Maranhense e della microregione di Imperatriz.

## Storia
La città fu fondata nel 1852 con il nome di Colônia Militar de Santa Tereza do Tocantins, dal nome del fiume Tocantins che ne attraversa il territorio. Nel 1856 fu rinominata in onore da Teresa Cristina di Borbone-Due Sicilie, principessa napoletana, figlia di re Francesco I delle Due Sicilie, moglie dell'imperatore Pietro II, nata a Napoli il 14 marzo 1822.
Lo sviluppo della città avvenne in modo molto lento a causa della mancanza di vie di comunicazione; solo nel 1962, con il completamento della strada BR 010 Belém-Brasilia, iniziò la sua espansione e in breve tempo divenne la seconda città più importante dello Stato dopo la capitale São Luís.